# Hubert Rohault de Fleury
Pour les articles homonymes, voir Hubert Rohault de Fleury (homonymie), Rohault de Fleury et Fleury.
Hubert Rohault de Fleury (né Henry Hubert Rohault de Fleury) est un général de division, pair, né à Paris le 2 avril 1779 et mort le 21 septembre 1866 au château de Fargot, à Montoire, Loir-et-Cher.
Il est grand-croix de la Légion d'honneur.

## Biographie
Frère d'Hubert Rohault de Fleury, il fait ses études au collège de Juilly. Reçu à seize ans à l’École polytechnique, il en sortit pour entrer dans le corps du génie en 1798. Il quitta l’École d'application de l'artillerie et du génie de Metz en 1800, comme lieutenant.
Nommé capitaine en 1801, il fit la campagne de Portugal d’où il passa au camp de Boulogne. En 1803, il fut incorporé dans l’armée d’Allemagne et se trouva à la bataille d’Austerlitz. Le maréchal Lannes auquel il était attaché, demanda pour lui le grade de chef de bataillon ; mais un capitaine de vingt-cinq ans parut trop jeune pour être nommé officier supérieur.
Hubert Rohault fit les campagnes de Prusse et de Pologne de 1806 et 1807, et assista aux sièges de Stralsund et de Colberg.
En 1808, il organisa en Catalogne, sous le général Duhesme, une compagnie de sapeurs provisoires et d’élite avec lesquels il rendit de grands services. Après la défense de Barcelone en 1808, il fut nommé chef de bataillon. Il s’était énergiquement opposé à l’abandon de cette ville.
En 1809, il fut fait officier de la Légion d'honneur au siège de Gérone où, le premier, il monta à l’assaut du fort Mont-Jouy et fut blessé grièvement sur le haut de la brèche. Sa guérison fut très-lente et très difficile.
Nommé lieutenant-colonel en 1814, il fut lors de la formation des régiments du génie en 1816, appelé au commandement du 9e qu’il conserva six ans. Il s’occupa d’organiser l’instruction dans les écoles régimentaires du génie, tenta de nombreuses expériences sur la guerre souterraine et l'emploi des mines contre à la fortification de campagne ; expériences dont on s'inspira pour l’instruction des troupes du génie.
Hubert Rohault de Fleury fut nommé sous-gouverneur à l’École polytechnique en 1822, maréchal de camp en 1823, commandant du génie à l’armée de Catalogne sous les ordres du maréchal Moncey.
À la suite de la Révolution de juillet, il fut envoyé à Lyon pour mettre cette ville en état de défense. En rencontrant de nombreuses difficultés, il y constitua une place forte, une sorte de capitale militaire qui offrirait au gouvernement un refuge en cas d’invasion.
En 1831, lors de la première insurrection lyonnaise, il se plaça l’épée à la main à la tête des troupes et eut son aide-de-camp tué à ses côtés.
En 1834, il commandait l’artillerie du général Aymard dans une circonstance semblable et fut nommé lieutenant-général le 29 avril.
En 1837, il commandait en chef le génie à la deuxième expédition de Constantine. Cette arme y perdit un grand nombre d’officiers et de soldats dont ses trois aides-de-camp. Cet officier fit preuve d'un courage et d'une activités notables en ces circonstances critiques. Quand on se vit obligé de rapprocher les canons de gros calibre de la ville pour y ouvrir une brèche praticable, le général Rohault fit construire en deux nuits des tranchées et à 150 mètres de la place, une place d’armes destinée à recevoir les pièces de la batterie de brèche et à servir de point de départ à l’assaut.
Rohault a été membre du comité du génie, directeur supérieur des travaux de Lyon, membre de la Chambre des pairs (1837).
Il est inhumé à Montoire-sur-le-Loir.
Gendre de Raymond de Sèze, il est le beau-père d'Adrien Le Roy de La Tournelle.